# Половец, Владимир Михайлович
Влади́мир Миха́йлович Половец (2 января 1937) — советский и украинский историк. Доктор исторических наук (1997), профессор (2001) Черниговского государственного педагогического университета (с 1998). Выпускник Нежинского педагогического института (1958). Секретарь Черниговского областного комитета Коммунистической партии УССР. Работал на дипломатической работе в Афганистане (1985—1987). Работает в Черниговском педагогическом университете с 1990 года. Заслуженный работник образования Украины (2007).

## Биография
Родился 2 января 1937 года в селе Веприк Бобровицкого района Черниговской области, УССР. Дед — Василий Степанович Половец, родом из Малополовецкого Киевской области.
В 1958 году окончил историко-филологический факультет Нежинского государственного педагогического института.
Работал учителем, служил в советской армии, учился в аспирантуре. В 1972 году защитил кандидатскую диссертацию на тему «Развитие экономического сотрудничества союзных республик в годы первой пятилетки». Работал вторым секретарем Черниговского горкома и секретарем Черниговского областного комитета КПУ.
В 1985 году направлен на дипломатическую работу в Афганистан, откуда через два года вернулся на предыдущую должность.
С 1990 года работает в Черниговском государственном педагогическом институте (ныне — университет) им. Т. Г. Шевченко на должностях старшего преподавателя кафедры истории СССР и УССР, доцента кафедры истории славян. С 1998 года — заведующий кафедрой украиноведения и политологии.
В 1997 году защитил докторскую диссертацию на тему «Кооперативное движение в Левобережной Украине (1861—1917)».
В 2001 году присвоено учёное звание профессора.

## Награды
- 1976: Орден «Знак Почёта»
- 1986: Орден Дружбы народов
- 2007: Заслуженный работник образования Украины.

## Работы

### Диссертации
- Кандидатская диссертация: «Развитие экономического сотрудничества союзных республик в годы первой пятилетки» (1972)
- Докторская диссертация: «Кооперативное движение в Левобережной Украине (1861—1917)» (1997)

### Монографии
- «Кооперативное движение в Левобережной Украине (1861—1917)» (1996);
- «История Украины», учебная программа (1999);
- «Украиноведение», учебная программа (1999);
- «История славян», курс лекций (2000);
- «Украиноведение», курс лекций (2006);
- Уманец Федор Михайлович (1841—1917 гг.) (2006);
- Половец В. М. «Половцы Архивная копия от 19 июня 2018 на Wayback Machine». Чернигов: Просвещение, 2007. — 136 с. — ISBN 966-7743-51-9
- «История социологии» (В соавторстве с В. Гольцем) (2014).